# ديريك براينت
ديريك براينت (بالإنجليزية: Derek Bryant)‏ (19 أبريل 1971 - ) هو ملاكم أمريكي، صنّف ضمن فئة وزن ثقيل.

## روابط خارجية
- ديريك براينت على موقع بوكس ريك (الإنجليزية) (registration required)